# チョルスー駅
チョルスー駅（ウズベク語: Chorsu）は、ウズベキスタンの首都タシュケントにある駅である。

## 概要
アリシェル・ナヴォイ—チョルスー間の延伸によって建設され、1987年11月6日に開業した。駅名は近くにあるバザールから採られている。「チョルスー」という語はペルシャ語とウズベク語の合成語で、「4つの川」といった意味がある。